# Castrillo de Cabrera
Castrillo de Cabrera est une commune d'Espagne dans la province de León, communauté autonome de Castille-et-León. Elle s'étend sur 115,87 km2 et comptait environ 134 habitants en 2015.